# Virgen del Valle (Llamas de Cabrera)
La Virgen del Valle es una advocación de la Virgen María venerada en la localidad de Llamas de Cabrera (León), en la comunidad autónoma de Castilla y León.
Se celebra desde muy antiguo una romería en honor de la Virgen del Valle en el pueblo de Llamas de Cabrera (León). La ermita está situada a unos pocos kilómetros del pueblo, rodeada de grandes montañas como toda la comarca. En ocasiones, se lleva en procesión la imagen de la patrona del pueblo al encuentro de la Virgen del Valle, situada en la ermita. Tradicionalmente, las gentes de los pueblos de la zona le tienen gran fe y devoción a esta Virgen, celebrándose todos los años grandes romerías (si el mal tiempo no las desluce), con varias misas a lo largo del día, procesión de la Virgen, bailes con orquesta, eventos deportivos,...Todo ello coronado con el disfrute de una jornada festiva, con comida y merienda campestre, y el reencuentro de familiares y amigos, que vienen tanto de los pueblos del contorno como de lugares más lejanos.
Actualmente, desde hace bastantes años, esta romería se celebra el primer domingo después de Semana Santa, aunque antiguamente se hacía el lunes después de ese primer domingo. Pero, con la emigración de los cabreireses buscando una vida mejor, se decidió pasar la festividad al domingo para así facilitar la asistencia de los residentes en los lugares más alejados. Por el mismo motivo, se vuelve a celebrar el primer domingo del mes de agosto otra romería igual. En esa fecha, se le suele denominar "Fiesta del emigrante". En este período vacacional, regresan los devotos de la Virgen del Valle que, por residir muy lejos, no pudieron asistir a la romería celebrada en la primavera.
- Datos: Q6163635